# 黃仁德
黃仁德（韓語：황인덕，1992年12月20日—），韓國華僑出身中國演員、歌手。

## 簡介
黃仁德為韓國華僑，後來取得中華人民共和國護照。出生於首爾市，中韓混血，父親是山東青島人，母親是韓國人。家中還有一位姊姊。喜歡運動，16歲時就開始健身與學習拳擊，喜歡音樂並熱愛演戲。

## 演藝經歷

### 出道前
從14歲開始就想當演員，15歲參加試鏡，19歲時在逛街時被星探發現，參演《花美男casting,oh!boy》表現亮眼。後經由介紹，受到當時正在韓國工作的臺灣王牌經紀人葛福鴻賞識，一同回到臺灣演藝圈開啟了演員之路。

### 出道後
- 2012年在臺灣出道，參與演出第一部電視劇《終極一班2》，飾演西城衞團長「令」。
- 2013年演出台版《原來是美男》，飾演「姜新禹」，憑藉其溫柔與專情成為新一代「模範男朋友」。
- 2015年在中國大陸參與演出《澀世紀傳說》「卓遠之」。並參演《左耳》扮演性格劇烈轉變及身陷多角戀的「許弋」。
- 2016年睽違三年後返台演出中視/中天電視《美好年代》，扮演內斂聰明的「季杰」，因在劇中突出的形象，而獲得「霸氣總裁」的稱號。[5]

- 2017年參演台視/東森電視劇「我和我的四個男人」，扮演有強迫症的飯店總經理「易盛」，8月5日首播。[6]
- 2017年參加大陸綜藝節目「漂亮的房子」，擔任明星建築師天團成員之一，10月13日首播。[7]
- 2018年代言全家Let's Café x TWININGS的唐寧果茶系列[8]

## 電視劇
| 首播   | 中文名                  | 角色          | 備註           |
| ------ | ----------------------- | ------------- | -------------- |
| 2012年 | 《終極一班2》           | 西城衛團長 令 | 八大綜合台     |
| 2013年 | 《原來是美男》          | 姜新禹        | 民視八大綜合台 |
| 2014年 | 《一吻定情2沖繩特别篇》 | 姜新禹        | 富士電視台     |
| 2016年 | 《美好年代》            | 季杰          |                |
| 2017年 | 《美好年代》(經典版)    | 季杰          |                |
| 2017年 | 《我和我的四個男人》    | 易盛          |                |
| 2019年 | 《幕後之王》            | 榮思綸        |                |
| 2021年 | 《捨我其誰》            | 趙延勛        |                |
| 2023年 | 《左耳》                | 許弋          | 2015年拍攝     |

## 網路劇
| 首播   | 中文名             | 角色   | 平台   |
| ------ | ------------------ | ------ | ------ |
| 2015年 | 《澀世紀傳說》     | 卓遠之 | 愛奇藝 |
| 2019年 | 《撲通撲通的青春》 | 班鍾   |        |

## 電影
| 首播   | 中文名       | 角色 | 備註             |
| ------ | ------------ | ---- | ---------------- |
| 2021年 | 《花澤記》   |      | 2017年拍攝，待播 |
| 2021年 | 《震撼擂台》 | 楊震 | 待播             |

## 廣告代言
| 首播   | 品牌             | 產品     | 備註 |
| ------ | ---------------- | -------- | ---- |
| 2018年 | 《全家便利商店》 | 唐寧果茶 |      |

## 綜藝節目
| 首播   | 中文名         | 頻道     | 備註 |
| ------ | -------------- | -------- | ---- |
| 2017年 | 《漂亮的房子》 | 浙江衛視 |      |

## 外部連結
- 黃仁德的Facebook專頁
- 黃仁德的Instagram帳戶
- 黃仁德的X（前Twitter）
- 黃仁德的新浪微博
- Oh! Boy Project經紀公司FB